# Before Your Love
"Before Your Love" foi lançado como lado A em conjunto com "A Moment Like This", de Kelly Clarkson, a vencedora da 1ª edição do programa Norte-Americano American Idol. A música foi depois incluida no 1º CD da cantora, Thankful.
```
"Before Your Love" foi, de fato, o 1º clipe gravado pela cantora e lançado pela 
MTV
, mas, depois foi substituído pelo 
videoclipe
 de "A Moment Like This". Diferentemente de 
AMLT
, a música não foi gravada pelos outros finalistas do programa. A música foi feita justamente para o vencedor, no caso, Kelly Clarkson.
```

## Videoclipe
O videoclipe da música "Before Your Love" mostra uma Kelly Clarkson sozinha, sentada em seu quarto, lembrando-se de um relacionamento antigo.
| Chart (2002)             | Maior Posição Alcançada |
| ------------------------ | ----------------------- |
| U. S. Billboard Hot 100  | 1                       |
| U. S. Top 40 Tracks      | 37                      |
| U. S. Adult Top 40       | 25                      |
| U. S. Adult Contemporary | 4                       |